# 김지희 (작가)
김지희는 대한민국의 텔레비전 드라마 작가이다. 

## 주요 작품
- 2020년 MBC 시네마틱드라마 SF8 《간호중》
- 2022년 넷플릭스 오리지널 드라마 《더 패뷸러스》 ... 공동집필